# Biblioteca Pública del Estado (Alicante)
La Biblioteca Pública del Estado en Alicante, conocida como Biblioteca "Azorín", es una institución cultural de titularidad estatal, perteneciente a la red de Bibliotecas Públicas del Estado, situada en Alicante (España). Fundada en 1855, ha desempeñado un papel fundamental en la promoción de la lectura y la conservación del patrimonio bibliográfico de la provincia.

## Historia
La biblioteca fue establecida en 1855 y, desde 1983, su gestión está transferida a la Generalidad Valenciana a través de la Consejería de Educación, Cultura y Deporte. Forma parte de la Red de Lectura Pública Valenciana, integrándose en la red de bibliotecas públicas de la comunidad.
En 1976, la biblioteca se trasladó a su actual ubicación, un edificio de estilo brutalista situado en el Paseíto Ramiro, frente a la playa del Postiguet, en pleno centro histórico de Alicante. Este edificio ha sido objeto de proyectos de rehabilitación para adaptarse a las necesidades contemporáneas y mejorar sus instalaciones.

## Colecciones y servicios
La Biblioteca "Azorín" destaca por su importante fondo de carácter local, compuesto por libros, folletos y publicaciones periódicas que abarcan desde 1811 hasta la actualidad. Además, es depositaria de toda la producción impresa de Alicante al ser receptora del Depósito Legal.
Como servicio público, la biblioteca ofrece modernas herramientas de búsqueda y acceso a documentos en diversos formatos, atendiendo tanto a necesidades de investigación como de ocio y entretenimiento. Dispone de terminales de consulta repartidos por cada sección, facilitando la obtención de información por parte de los usuarios.
La biblioteca organiza diversas actividades culturales, incluyendo clubes de lectura, talleres y exposiciones, dirigidas a públicos de todas las edades. Estas iniciativas buscan fomentar la lectura y la participación ciudadana en la vida cultural de Alicante.